# Werner Schwarz (Künstler, 1918)
Werner Schwarz (* 18. Juli 1918 in Köniz nahe Bern; † 17. Mai 1994 in Bern) war ein Schweizer Maler, Zeichner, Filmer und Fotograf.

## Leben
Werner Schwarz’ Eltern führten einen Bauernbetrieb und er war das jüngste von fünf Kindern. Entgegen der traditionellen Rollenerwartung an den jüngsten Bauernsohn, den Hof zu übernehmen, entschied sich Schwarz für das Kunsthandwerk. In Bern absolvierte er eine vierjährige Lehre als Stilmöbelzeichner, danach war er als Restaurator tätig. Schon früh interessierten ihn Homöopathie, Pflanzenheilkunde und Bio-Landbau. Ausserdem liebte er die Kunstgeschichte, vor allem die alten Meister Albrecht Dürer und Leonardo da Vinci. Nach seinem militärischen Aktivdienst bezog er 1942 eine eigene Werkstatt in einer alten «Bretterhütte», die 1971 sein ständiger Wohn- und Arbeitsort werden sollte. Ab 1940 war Schwarz freischaffender Kunstmaler und widmete sich vor allem der Landschaftsmalerei, die er im Freien oder anhand vor Ort angefertigter Skizzen im Atelier betrieb. Bekannt ist er auch für seine Kirchenfenster aus alten Flaschen.  Anfang 1950 ziehen ihn Geometrie und Zahlensymbolik in den Bann und inspirieren ihn zu geometrischen Konstruktionen. Seine Mandalas weisen eine geistige Verwandtschaft mit denen von Emma Kunz auf.
Schwarz begann zu reisen, wobei ihn künstlerisch vor allem Grönland und Indien beeinflussten. So hielt er sich 1961 und 1966 in Grönland auf und reiste 1962 mit seinem Künstlerfreund Ernesto Oeschger über den Landweg nach Indien, das seine geistige Wahlheimat wurde. Weitere von ihm bereiste Länder waren Frankreich, Türkei, Marokko, Gran Canaria, Peru, Kanada, Südafrika, Indonesien, die USA und Algerien, in den 1980er-Jahren besuchte er unter anderem Moskau, Leningrad, Samarkand, Rumänien und China. Seine spirituellen Interessen, seinen Forscherdrang und seine Wissbegier konnte Schwarz durch seine ausgedehnten Reisen stillen. Diese dokumentierte er in zahlreichen seiner Filme, Fotografien und Zeichnungen. 1967 begann er eine Freundschaft mit Rosmarie Finger, die zu seiner engsten Vertrauten wurde.
Schwarz unternahm zudem fotografische und filmische Experimente. An den Solothurner Filmtagen wurden 1976 sein Film «Dazwischen» und 1980 die Produktion «Punktum» gezeigt. Er war der künstlerische Mentor des auch malerisch ambitionierten Radiomoderators Dänu Boemle in dessen Anfangsphase. Kurz vor seinem Ableben gründete Schwarz eine nach ihm benannte Stiftung.

## Ausstellungen
- 1945: Weihnachtsausstellung in der Kunsthalle Bern
- 1969: Schloss Jegenstorf
- 1972: Rohbau Liebefeld
- 1979: Rohbau in Schlieren
- 1982: Galerie Postgasse
- 1987: Galerie Postgasse
- 1988: Galerie Regenbogen, Luzern
- 1990: Forum ETC Klösterlistutz
- 1991: Reha-Klinik Gais
- 1994: Rohbau Christengemeinschaft Bern
- 2003: Museum für Glasmalerei Romont Le mendiant de lumière («Der um Licht bettelt»)

### Posthume Ausstellungen und Anlässe
- 1997: Oberstufenzentrum Köniz
- 2000/2001: Rüttihubelbad
- 2003: Museum für Glasmalerei Romont FR
- 2004: Murrihuus, Schliern
- 2007: Haberhuus, Köniz
- 2010: Kultur Hof Galerie Schloss Köniz
- 2014: Kulturnach Köniz
- 2018: Retrospektive Werner Schwarz im Brock&Art, Liebefeld
- 2018: MAZ Luzern

### Gruppenausstellungen
- 1976: Könizer Kunstwoche
- 1979: Kurhaus Lenk
- 1981: Plastiksymposium Lindau
- 1985: Könizer Kunstwoche
- 1986: «Alpine Kunst», Lugano
- 1993: Könizer Kunstwoche
- 2004: Stiftung Steinhölzli

## Buchpublikationen, Filme
- 1983 Algerien Reise. Hoggargebiet
- Südindien. Mit Rosmarie Finger
- Rumänien
- Sowjetunion.  Reise in die Union / Samarkand / Photos
- Könizer Kunstwoche, letzte Ausgabe
- 2003: Film SRF (18. April 2003)
- 2018: Film Interviews zu Werner Schwarz
- 2018: Film Der Anachronist[3]